# Metta von Limburg-Styrum
Metta von Limburg-Styrum, auch als Mechthild von Limburg und Bronckhorst bekannt (* 18. August 1561; † 24. August 1622) war Äbtissin im Stift Freckenhorst.

## Leben

### Herkunft und Familie
Metta wuchs als Tochter des Grafen Hermann Georg von Limburg-Styrum (1540–1574, Amtmann in Liedberg) und seiner Gattin Maria von Hoya-Bruchhausen (1534–1612) mit ihren Geschwistern Jobst (1560–1621), Agnes (1563–1645, Äbtissin in Elten, Freckenhorst, Vreden und Borghorst), Maria (1566–1624, Pröpstin Vreden, verh. Johann von Mirlaer), Johann (1567–1613, Domherr in Köln) und Erich (1570–1630, Domscholaster in Köln) in einer uralten Adelsfamilie auf. Zwei weitere Brüder sind früh verstorben.

### Werdegang und Wirken
Am 19. Juli 1578 wurde Metta zur Äbtissin in Freckenhorst gewählt und unterzeichnete am 30. August die Wahlkapitulation. Hier versprach sie, keine Neuerungen in den geistlichen Gebräuchen einzuführen sowie die unter ihren Vorgängerinnen auf eintausend Reichstaler angewachsenen Schulden abzubauen. Daneben versprach sie, sich um keine weiteren Abteien zu bewerben oder solche anzunehmen. Bereits kurz nach dem Amtsantritt ließ sie die Willkommsteuer ausschreiben, mit deren Einnahmen der Schuldenabbau getätigt werden sollte.
Am 27. Juli 1591 ließ sie dem Kapitel ein Schriftstück überreichen, in dem sie ihren beabsichtigten Verzicht mitteilte. Dieser wurde unter  Freistellung von Forderungen gegen die Äbtissin von den Kapitularherren angenommen. Am 4. August 1592 heiratete Metta den protestantischen Grafen Heinrich V. von Holstein-Schaumburg-Sterneberg (1566–1597). Nach dem Tode ihres Mannes übernahm sie die Regierung der reichsfreien Herrschaft Gemen, eine während der Zeit des niederländischen Freiheitskampfes (mit Auswirkungen auf das Münsterland) recht schwierige Aufgabe. Diese erfüllte sie fast bis zu ihrem Tode und hinterließ den Sohn Jobst Hermann, der unverheiratet verstarb. Nach seinem Tode fiel die Herrschaft Gemen an die Familie von Limburg-Styrum.